# Snowboard-Weltcup 2010/11
Der Snowboard-Weltcup 2010/11 begann am 10. Oktober 2010 im niederländischen Landgraaf und endete am 27. März 2011 im schweizerischen Arosa. Bei den Männern wurden 29 Wettbewerbe ausgetragen (6 Parallel-Riesenslalom, 4 Parallel-Slalom, 7 Snowboardcross, 2 Slopestyle, 6 Halfpipe und 4 Big Air). Bei den Frauen waren es 25 ausgetragene Wettbewerbe (6 Parallel-Riesenslalom, 4 Parallel-Slalom, 7 Snowboardcross, 2 Slopestyle und 6 Halfpipe).
Höhepunkt der Saison waren die Snowboard-Weltmeisterschaften, die vom 14. bis 25. Januar 2011 in La Molina in Spanien ausgetragen wurden.

## Männer

### Podestplätze Männer
PGS = Parallel-Riesenslalom

PSL = Parallelslalom

SBX = Snowboardcross

SBS = Slopestyle

HP = Halfpipe

BA = Big Air
| Datum                                                              | Austragungsort  | Disz.    | Sieger                  | Zweiter                | Dritter                 |
| ------------------------------------------------------------------ | --------------- | -------- | ----------------------- | ---------------------- | ----------------------- |
| 12. September 2010                                                 | Chapelco        | SBX      | Wettkampf abgesagt      | Wettkampf abgesagt     | Wettkampf abgesagt      |
| 10. Oktober 2010                                                   | Landgraaf       | PSL      | Andreas Prommegger      | Roland Fischnaller     | Aaron March             |
| 30. Oktober 2010                                                   | London          | BA       | Marko Grilc             | Ståle Sandbech         | Seppe Smits             |
| 4. November 2010                                                   | Saas-Fee        | HP       | Tore Viken Holvik       | Ryō Aono               | Mathieu Crepel          |
| 20. November 2010                                                  | Stockholm       | BA       | Sébastien Toutant       | Petja Piiroinen        | Patrick Burgener        |
| 3. Dezember 2010                                                   | Seoul           | BA       | Wettkampf abgesagt      | Wettkampf abgesagt     | Wettkampf abgesagt      |
| 7. Dezember 2010                                                   | Lech am Arlberg | SBX      | Nate Holland            | Tom Velisek            | Mario Fuchs             |
| 8. Dezember 2010                                                   | Lech am Arlberg | SBX      | Luca Matteotti          | Alex Pullin            | Paul-Henri de Le Rue    |
| 10. Dezember 2010                                                  | Limone Piemonte | PGS      | Benjamin Karl           | Andreas Prommegger     | Manuel Veith            |
| 11. Dezember 2010                                                  | Limone Piemonte | PSL      | Roland Fischnaller      | Aaron March            | Roland Haldi            |
| 16. Dezember 2010                                                  | Telluride       | PGS      | Rok Flander             | Kaspar Flütsch         | Manuel Veith            |
| 17. Dezember 2010                                                  | Telluride       | SBX      | Pierre Vaultier         | Seth Wescott           | Alex Pullin             |
| 18. Dezember 2010                                                  | Telluride       | SBX Team | Italien                 | USA 2                  | USA 3                   |
| 9. Januar 2011                                                     | Bad Gastein     | PSL      | Benjamin Karl           | Aaron March            | Simon Schoch            |
| 14. bis 25. Januar 2011 Snowboard-Weltmeisterschaften in La Molina |                 |          |                         |                        |                         |
| 26. Januar 2011                                                    | Denver          | BA       | Rocco van Straten       | Michael Macho          | Stefan Falkeis          |
| 8. Februar 2011                                                    | Yongpyong       | SBX      | Wettkampf abgesagt      | Wettkampf abgesagt     | Wettkampf abgesagt      |
| 9. Februar 2011                                                    | Yongpyong       | PGS      | Benjamin Karl           | Siegfried Grabner      | Aaron March             |
| 13. Februar 2011                                                   | Yabuli          | HP       | Nathan Johnstone        | Zhang Yiwei            | Shi Wancheng            |
| 17. Februar 2011                                                   | Stoneham        | SBX      | Nick Baumgartner        | Jonathan Cheever       | David Speiser           |
| 18. Februar 2011                                                   | Stoneham        | HP       | Ryō Aono                | Taku Hiraoka           | Kazuumi Fujita          |
| 19. Februar 2011                                                   | Stoneham        | BA       | Sébastien Toutant       | Matts Kulisek          | Stefan Falkeis          |
| 20. Februar 2011                                                   | Stoneham        | PGS      | Benjamin Karl           | Andreas Prommegger     | Matthew Morison         |
| 26. Februar 2011                                                   | Calgary         | HP       | Ryō Aono                | Nathan Johnstone       | Zhang Yiwei             |
| 26. Februar 2011                                                   | Calgary         | SBS      | Clemens Schattschneider | Robby Balharry         | Rocco van Straten       |
| 5. März 2011                                                       | Moskau          | PSL      | Roland Fischnaller      | Rok Marguč             | Simon Schoch            |
| 11. März 2011                                                      | Bardonecchia    | HP       | Nathan Johnstone        | Johann Baisamy         | Arthur Longo            |
| 13. März 2011                                                      | Bardonecchia    | SBS      | Alexei Sobolew          | Milu Multhaup-Appleton | Clemens Schattschneider |
| 18. März 2011                                                      | Valmalenco      | SBX      | Alberto Schiavon        | Jonathan Cheever       | Nate Holland            |
| 19. März 2011                                                      | Valmalenco      | PGS      | Sylvain Dufour          | Andreas Prommegger     | Roland Haldi            |
| 24. März 2011                                                      | Arosa           | SBX      | Seth Wescott            | Pierre Vaultier        | Paul-Henri de Le Rue    |
| 25. März 2011                                                      | Arosa           | SBX      | Alex Pullin             | Luca Matteotti         | Nick Baumgartner        |
| 26. März 2011                                                      | Arosa           | HP       | Iouri Podladtchikov     | Jan Scherrer           | Patrick Burgener        |
| 27. März 2011                                                      | Arosa           | PGS      | Andreas Prommegger      | Roland Fischnaller     | Nevin Galmarini         |

### Weltcupstände Männer
| Rang | Name               | Punkte |
| ---- | ------------------ | ------ |
| 1    | Benjamin Karl      | 4950   |
| 2    | Andreas Prommegger | 4850   |
| 3    | Roland Fischnaller | 4550   |
| 4    | Aaron March        | 3450   |
| 5    | Alex Pullin        | 3270   |

| Rang | Name               | Punkte |
| ---- | ------------------ | ------ |
| 1    | Benjamin Karl      | 5790   |
| 2    | Andreas Prommegger | 5740   |
| 3    | Roland Fischnaller | 5420   |
| 4    | Aaron March        | 3890   |
| 5    | Simon Schoch       | 3450   |

| Rang | Name             | Punkte |
| ---- | ---------------- | ------ |
| 1    | Alex Pullin      | 3270   |
| 2    | Pierre Vaultier  | 3210   |
| 3    | Jonathan Cheever | 2690   |
| 4    | Luca Matteotti   | 2480   |
| 5    | Markus Schairer  | 2160   |

| Rang | Name                    | Punkte |
| ---- | ----------------------- | ------ |
| 1    | Nathan Johnstone        | 3510   |
| 2    | Clemens Schattschneider | 2960   |
| 3    | Ryō Aono                | 2800   |
| 4    | Sébastien Toutant       | 2220   |
| 5    | Rocco van Straten       | 2090   |

| Rang | Name             | Punkte |
| ---- | ---------------- | ------ |
| 1    | Nathan Johnstone | 3510   |
| 2    | Ryō Aono         | 2800   |
| 3    | Arthur Longo     | 1600   |
| 4    | Zhang Yiwei      | 1470   |
| 5    | Aluan Ricciardi  | 1350   |

| Rang | Name                    | Punkte |
| ---- | ----------------------- | ------ |
| 1    | Clemens Schattschneider | 2960   |
| 2    | Sébastien Toutant       | 2220   |
| 3    | Stefan Falkeis          | 1870   |
| 4    | Michael Macho           | 1846   |
| 5    | Rocco van Straten       | 1845   |

## Frauen

### Podestplätze Frauen
PGS = Parallel-Riesenslalom

PSL = Parallelslalom

SBX = Snowboardcross

SBS = Slopestyle

HP = Halfpipe
| Datum                                                              | Austragungsort  | Disz.    | Sieger                  | Zweiter                 | Dritter                      |
| ------------------------------------------------------------------ | --------------- | -------- | ----------------------- | ----------------------- | ---------------------------- |
| 12. September 2010                                                 | Chapelco        | SBX      | Wettkampf abgesagt      | Wettkampf abgesagt      | Wettkampf abgesagt           |
| 10. Oktober 2010                                                   | Landgraaf       | PSL      | Jekaterina Tudegeschewa | Heidi Neururer          | Aljona Sawarsina             |
| 4. November 2010                                                   | Saas-Fee        | HP       | Cai Xuetong             | Sun Zhifeng             | Ursina Haller                |
| 7. Dezember 2010                                                   | Lech am Arlberg | SBX      | Dominique Maltais       | Maëlle Ricker           | Yuka Fujimori                |
| 8. Dezember 2010                                                   | Lech am Arlberg | SBX      | Dominique Maltais       | Maëlle Ricker           | Alexandra Schekowa           |
| 10. Dezember 2010                                                  | Limone Piemonte | PGS      | Jekaterina Tudegeschewa | Aljona Sawarsina        | Swetlana Boldykowa           |
| 11. Dezember 2010                                                  | Limone Piemonte | PSL      | Patrizia Kummer         | Fränzi Mägert-Kohli     | Jekaterina Iljuchina         |
| 16. Dezember 2010                                                  | Telluride       | PGS      | Fränzi Mägert-Kohli     | Isabella Laböck         | Jekaterina Tudegeschewa      |
| 17. Dezember 2010                                                  | Telluride       | SBX      | Dominique Maltais       | Alexandra Schekowa      | Maëlle Ricker                |
| 18. Dezember 2010                                                  | Telluride       | SBX Team | NOR/ BUL                | Österreich              | Vereinigte Staaten           |
| 9. Januar 2011                                                     | Bad Gastein     | PSL      | Jekaterina Tudegeschewa | Marion Kreiner          | Claudia Riegler              |
| 14. bis 25. Januar 2011 Snowboard-Weltmeisterschaften in La Molina |                 |          |                         |                         |                              |
| 8. Februar 2011                                                    | Yongpyong       | SBX      | Wettkampf abgesagt      | Wettkampf abgesagt      | Wettkampf abgesagt           |
| 9. Februar 2011                                                    | Yongpyong       | PGS      | Marion Kreiner          | Fränzi Mägert-Kohli     | Swetlana Boldykowa           |
| 13. Februar 2011                                                   | Yabuli          | HP       | Liu Jiayu               | Cai Xuetong             | Li Shuang                    |
| 17. Februar 2011                                                   | Stoneham        | SBX      | Lindsey Jacobellis      | Dominique Maltais       | Déborah Anthonioz            |
| 18. Februar 2011                                                   | Stoneham        | HP       | Cai Xuetong             | Holly Crawford          | Haruna Matsumoto             |
| 20. Februar 2011                                                   | Stoneham        | PGS      | Jekaterina Tudegeschewa | Claudia Riegler         | Marion Kreiner               |
| 26. Februar 2011                                                   | Calgary         | HP       | Cai Xuetong             | Holly Crawford          | Haruna Matsumoto             |
| 26. Februar 2011                                                   | Calgary         | SBS      | Allyson Carroll         | Brooke Voigt            | Pia Meusburger               |
| 5. März 2011                                                       | Moskau          | PSL      | Jekaterina Tudegeschewa | Tomoka Takeuchi         | Doris Günther                |
| 11. März 2011                                                      | Bardonecchia    | HP       | Holly Crawford          | Mirabelle Thovex        | Paulina Ligocka-Andrzejewska |
| 13. März 2011                                                      | Bardonecchia    | SBS      | Katarzyna Rusin         | Anja Stefan             | Lou Chabelard                |
| 18. März 2011                                                      | Valmalenco      | SBX      | Lindsey Jacobellis      | Eva Samková             | Déborah Anthonioz            |
| 19. März 2011                                                      | Valmalenco      | PGS      | Jekaterina Tudegeschewa | Isabella Laböck         | Julia Dujmovits              |
| 24. März 2011                                                      | Arosa           | SBX      | Alexandra Schekowa      | Callan Chythlook-Sifsof | Zoe Gillings                 |
| 25. März 2011                                                      | Arosa           | SBX      | Alexandra Schekowa      | Lindsey Jacobellis      | Nelly Moenne-Loccoz          |
| 26. März 2011                                                      | Arosa           | HP       | Queralt Castellet       | Holly Crawford          | Cai Xuetong                  |
| 27. März 2011                                                      | Arosa           | PGS      | Fränzi Mägert-Kohli     | Jekaterina Tudegeschewa | Julia Dujmovits              |

### Weltcupstände Frauen
| Rang | Name                    | Punkte |
| ---- | ----------------------- | ------ |
| 1    | Jekaterina Tudegeschewa | 6000   |
| 2    | Dominique Maltais       | 4800   |
| 3    | Fränzi Mägert-Kohli     | 4600   |
| 4    | Alexandra Schekowa      | 4040   |
| 5    | Marion Kreiner          | 3700   |

| Rang | Name                    | Punkte |
| ---- | ----------------------- | ------ |
| 1    | Jekaterina Tudegeschewa | 7690   |
| 2    | Fränzi Mägert-Kohli     | 5770   |
| 3    | Marion Kreiner          | 4540   |
| 4    | Claudia Riegler         | 3900   |
| 5    | Isabella Laböck         | 3510   |

| Rang | Name                    | Punkte |
| ---- | ----------------------- | ------ |
| 1    | Dominique Maltais       | 4800   |
| 2    | Alexandra Schekowa      | 4040   |
| 3    | Lindsey Jacobellis      | 3610   |
| 4    | Déborah Anthonioz       | 2680   |
| 5    | Callan Chythlook-Sifsof | 2210   |

| Rang | Name                   | Punkte |
| ---- | ---------------------- | ------ |
| 1    | Cai Xuetong            | 4400   |
| 2    | Holly Crawford         | 3900   |
| 3    | Sun Zhifeng            | 2300   |
| 4    | Mirabelle Thovex       | 2270   |
| 5    | Anne Sophie Pellissier | 1960   |

| Rang | Name                   | Punkte |
| ---- | ---------------------- | ------ |
| 1    | Cai Xuetong            | 4400   |
| 2    | Holly Crawford         | 3900   |
| 3    | Sun Zhifeng            | 2300   |
| 4    | Mirabelle Thovex       | 2270   |
| 5    | Anne Sophie Pellissier | 1960   |

| Rang | Name            | Punkte |
| ---- | --------------- | ------ |
| 1    | Katarzyna Rusin | 1000   |
| 1    | Allyson Carroll | 1000   |
| 3    | Anja Stefan     | 800    |
| 3    | Brooke Voigt    | 800    |
| 5    | Pia Meusburger  | 600    |
| 5    | Lou Chabelard   | 600    |